# 约斯塔·芒努松
约斯塔·芒努松（瑞典語：Gösta Magnusson，1915年9月13日—1948年11月25日），瑞典男子举重运动员。他曾代表瑞典参加1948年夏季奥林匹克运动会举重比赛，获得男子82.5公斤级铜牌。